# Route de ceinture du Lac-Daumesnil
La route de ceinture du Lac-Daumesnil  est une voie du bois de Vincennes à Paris, en France.

## Situation et accès
La route de ceinture du Lac-Daumesnil est située dans le bois de Vincennes, où elle encercle complètement le lac Daumesnil. Avec 2,3 km de long, il s'agit de l'une des plus longues voies de Paris.
La route de ceinture du Lac-Daumesnil est doublée par la promenade Maurice-Boitel qui encercle elle aussi le lac Daumesnil, le long de ses berges.
En partant du nord et dans le sens des aiguilles d'une montre, la route est rejointe par les voies suivantes :
- l’avenue Daumesnil
- le carrefour de la Conservation
- la route des Îles
- la route Dom-Pérignon
- la route de la Croix-Rouge

La route de ceinture du Lac-Daumesnil est l’une des voies circulaires de Paris, avec :
- le boulevard périphérique de Paris (autour de la ville de Paris) ;
- le chemin de Ceinture-du-Lac-Inférieur autour du lac Inférieur, dans le bois de Boulogne ;
- le chemin de Ceinture-du-Lac-Supérieur autour du lac Supérieur, dans le bois de Boulogne ;
- la promenade Maurice-Boitel autour du lac Daumesnil ;
- la route Circulaire autour du lac des Minimes, dans le bois de Vincennes.

## Historique
La route est à l’origine située sur Charenton-le-Pont (Seine). 

Les quatre quartiers administratifs du de Paris.

Elle est annexée par Paris en 1929, avec le reste du bois de Vincennes. Le bois de Vincennes est alors partagé entre le quartier du Bel-Air et le quartier de Picpus. La partie sud de la route de ceinture du Lac-Daumesnil sert de limite à ces deux quartiers administratifs du 12e arrondissement.

## Bâtiments remarquables et lieux de mémoire
La route de ceinture du Lac-Daumesnil longe les édifices ou lieux remarquables suivants :
- le parc zoologique de Vincennes
- le lac Daumesnil
- la pagode de Vincennes qui abrite l'Institut international bouddhique et le centre bouddhiste Kagyu-Dzong.